# Cuon alpinus infuscus
O Dhole-Indochinês (Cuon alpinus infuscus) é uma subespécie de dhole com sua distribuição na região da Indochina. Ela é meio rara, e bem ágil.